# Columban de Luxeuil
Columban de Luxeuil (în irlandeză Columbán, n. 543 d.Hr., Leinster⁠(d), Irlanda – d. 23 noiembrie 615 d.Hr., Bobbio, Emilia-Romagna, Italia), cunoscut, de asemenea, sub numele de Sfântul Columban, a fost un misionar irlandez, renumit pentru mănăstirile înființate în Imperiul Franc și în Regatul Longobard, cu începere din anul 590 d.Hr. Cele mai notabile mănăstiri înființate de el sunt Abația Luxeuil (în Franța de astăzi) și abația Bobbio (în Italia de astăzi). Este amintit ca o figură cheie în misiunea hiberno-scoțiană (i.e. activitatea misionară irlandeză în Europa medievală timpurie). În urma cercetărilor recente, faptele și moștenirea lui Columbanus au fost reexaminate de istorici, ajungându-se la îndoieli cu privire la tradiționala narațiune asupra vieții sale, în special în ceea ce privește implicarea sa în munca misionară, motivația sa pur religioasă și rolul jucat în viața politică și bisericească a Franciei.
Sf. Columban a instituit un regulament monastic pentru mănăstirile irlandeze, precum și reguli penitențiale pentru cei ce se pocăiesc de păcate, accentuând necesitatea spovedaniei la preot și îndeplinirea canoanelor primite. Sf. Columban este unul dintre scriitorii Hiberno-Latini timpurii.

## Biografie

### Viața timpurie
Columbanus (formă latinizată de la irlandezul Columbán, însemnând porumbelul alb) s-a născut în Regatul Meath, acum parte din Leinster, în Irlanda anului 543, an în care Sfântul Benedict a murit la Monte Cassino. Înainte de naștere, se spune că mama sa ar fi avut o vedenie ce a dezvăluit importanța celui pe care-l purta în pântece, care avea să fie "un geniu remarcabil". Columbanus era foarte bine educat în gramatică, retorică, geometrie și Sfintele Scripturi.
Columban a plecat de acasă pentru a studia sub Sinell, stareț al abației Cluaninis din Lough Erne. Sub oblăduirea acestuia, Columbanus a compus un comentariu la Psalmi. Apoi s-a mutat la abația Bangor, în regiunea de coastă a comitatului Down, unde Sfântul Comgall slujea în calitate de stareț. A stat la Bangor până la împlinirea a 40 de ani, când a primit permisiunea Sf. Comgall de a călători pe continent.

### Galia francă
Columbanus a adunat doisprezece tovarăși pentru călătorie—Sfântul Attala, Columbanus cel Tânăr, Cummain, Domgal (Deicolus), Eogain, Eunan, Gallus, Gurgano, Libran, Lua, Sigisbert, și Waldoleno—, împreună pornind spre continent. După o scurtă oprire în Britania, cel mai probabil pe coasta Scoțiană, au traversat canalul, ajungând în Bretania în 585. În localitatea Saint-Malo din Bretania, există o cruce de granit ce poartă numele sfântului, la care oamenii veneau să se roage pentru ploaie în vreme de secetă. Satul din apropiere, Saint-Coulomb, a primit denumirea în cinstea sa.
Columban și tovarășii lui au fost primiți cu cinste de regele Gontram al Burgundiei, ajungând în curând la Annegray, unde au fondat o mănăstire într-un castru Roman abandonat. În ciuda locație greu accesibile în Munții Vosgi, mănăstirea a devenit un loc renumit de pelerinaj, atrăgând atât de mulți ucenici încât a fost necesară constituirea de două noi mănăstiri pentru a-i găzdui. În 590 Columban a obținut de la regele Gontram castelul galo-roman Luxovium, în actualul Luxeuil-les-Bains, la aproximativ opt kilometri de Annegray. Castelul, transformat curând într-o mănăstire, era localizat într-o regiune sălbatică, cu dese păduri de pin și vreascuri. Columbanus a fondat o a treia mănăstire, numită Ad-fontanas, în actuala Fontaine-lès-Luxeuil, numită astfel datorită numeroaselor sale izvoare. Aceste comunități monastice au rămas sub autoritatea lui Columban, regulile lor reflectând tradiția irlandeză în care Columban a fost format. Pe măsură ce aceste comunități se extindeau, atrăgând tot mai mulți pelerini, Columban căuta cu și mai mare dorință singurătatea, petrecând lungi perioade de timp în pustie și comunicând cu monahii prin intermediari. Deseori folosea ca loc de nevoință o peșteră situată la 7 mile distanță, luând cu sine o singură persoană pe care o folosea ca intermediar între sine și ucenici.
În timpul celor 20 de ani petrecuți în Galia (actuala Franța), Columban a intrat în dispute cu episcopii franci, ce probabil se temeau de influența sa crescândă. În prima jumătate a secolului VI d.Hr., consiliile galice dăruiseră episcopilor putere absolută asupra comunităților de păstoriți. Ca moștenitori ai tradiției monahale irlandeze, Columban și ucenicii săi, sărbătoreau Paștile la o dată diferită de cea în care sărbătoreau francii. Columban folosea pentru calculul datei Paștilor versiunea episcopului Augustalis, pe când francii adoptaseră versiunea lui Victorius al Aquitaniei a ciclului de 532 de ani. Episcopii franci au obiectat împotriva datinilor irlandeze, ce cauzau, printre altele, inclusiv un decalaj în ținerea Postului Mare. De asemenea, erau nemulțumiți de tonsura irlandeză specifică. În 602 episcopii franci s-au întrunit pentru a-l judeca pe Columban, dar acesta nu a compărut la proces. În schimb, a trimis o epistolă prelaților, sfătuindu-i să țină sinoade mai frecvent pentru probleme de importanță egală cu cea a datării sărbătorii pascale. În apărarea tradiției pascale urmărite de el, a scris următoarele:
„Nu eu sunt autorul acestei divergențe. Am venit ca străin în aceste părți, pentru mărturisirea lui Hristos, Mântuitorul nostru. Un singur lucru vă cer sfințiți părinți - să-mi permiteți să trăiesc în liniște în aceste păduri, lângă oasele a șaptesprezece creștini din neamul meu, ce se odihnesc aici.”
Când episcopii au refuzat să renunțe la chestiune, Columban, urmând canoanele Sfântului Patrick, a făcut apel la papa Grigore cel Mare. În cea de-a treia și singura scrisoare rămasă, el cere „papei, părintelui său” a oferi „sprijinul puternic al autorității sale” pentru a da un „verdict după voința lui”, cerându-și scuze pentru „presupunerea de a se contrazice cu el, cel ce stă pe scaunul Sfântului Petru, purtătorul cheilor împărăției”. Niciuna dintre scrisori nu a primit răspuns, probabil datorită morții papei în 604 d.Hr. Columbanus a trimis apoi o scrisoare succesorului papei Grigore, papa Bonifaciu al IV-lea, cerându-i confirmarea tradiției bătrânilor - atâta vreme cât nu este contrară credinței -, așa încât el și ucenicii săi să poată urma tradiția primită de la părinți. Înainte ca papă Bonifaciu să răspundă, Columban s-a mutat în afara jurisdicției episcopilor franci. De vreme ce problema datării Paștilor pare a se fi încheiat în jurul acestui timp, este posibil ca Sf. Columban să fi încetat sărbătorirea Paștilor conform tradiției irlandeze, după ajungerea în Italia.
Columbanus a fost de asemenea implicat într-o dispută cu membrii familiei regale france. La moartea regelui Gontram al Burgundiei, coroana a trecut la nepotul său, Childebert al II-lea, fiul fratelui său Sigebert și a soției acestuia Brunhilda a Austrasiei. Când Childebert a murit, a lăsat moștenitori doi fii: Theuderic al II-lea, ce a moștenit regatul Burgundiei, și Theudebert al II-lea, ce a moștenit regatul Austrasiei. Deoarece ambii erau minori, Brunhilda, bunica lor, s-a declarat tutorele lor, controlând guvernarea celor două regate.
Theuderic al II-lea îl venera pe Columban, vizitându-l adeseori, dar sfântul îl mustra și îl certa pentru comportamentul său. Când Theuderic a început să trăiască cu o curtezană, sfântul a obiectat, câștigându-și antipatia Brunhildei care credea că o căsătorie a lui Theuderic i-ar amenința propria influență. Sfântul însă nu a renunțat la opiniile sale, încât Brunhilda i-a devenit cel mai aprig dușman. Înfuriată de poziția adoptată de Columbanus, Brunhilda i-a instigat pe episcopi și pe nobili spre a găsi greșeli în regulile monastice instituite de Sf. Columban. Când Theuderic al II-lea l-a confruntat pe sfânt la mănăstirea Luxeuil, ordonându-i să adopte convențiile locale, acesta a refuzat și, în consecință, a fost luat prizonier și închis la Besancon. În cele din urmă, Columbanus a reușit să scape și să se întoarcă la mănăstirea sa de la Luxeuil. Când regele și bunica lui a aflat, au trimis soldați pentru a-l deporta în Irlanda, separându-l de o parte din ucenicii săi de vreme ce doar cei cei născuți în Irlanda aveau dreptul să-l însoțească în exil.
Columban a fost dus la Nevers, apoi a călătorit cu barca în josul Loirei, spre coastă. La Tours a vizitat mormântul Sfântului Martin, și a trimis un mesaj lui Theuderic al II-lea spunându-i că, în trei ani, el și copiii săi vor pieri. Ajungând la Nantes, înainte de îmbarcare, scrie o scrisoare ucenicilor de la mănăstirea Luxeuil. Plină de dragoste și afecțiune, scrisoarea îndeamnă pe monahi să se supună lui Attala, ce a ajuns stareț în locul său. Scrisoarea se încheie astfel:
„Au venit să-mi spună că barca este pregătită. Sfârșitul pergamentului mă obligă să-mi închei scrisoarea. Iubirea nu ține de logică; aceasta o face să fie tainică. Rămas bun, iubiții mei; rugați-vă pentru mine ca să trăiesc în Dumnezeu.”
Curând după ce nava a ridicat ancora de la Nantes, o furtună puternică a condus-o înapoi la țărm. Convins că sfântul lui pasager a cauzat furtuna, căpitanul ambarcațiunii a refuzat a-l mai transporta pe călugăr. Astfel, Columbanus a pornit-o pe jos de-a lungul Galiei, vizitându-l pe regele Chlothar al II-lea al Neustriei la Soissons, unde a fost primit cu bucurie. În ciuda ofertei regelui de a rămâne în regatul său, Columbanus părăsește Neustria în 611 pentru curtea regelui Theudebert al II-lea al Austrasiei, situat în nord-estul vechiului regat al francilor merovingieni.

### Alpii
Columbanus a călătorit la Metz, unde a fost primit cu cinste, trecând apoi în Mainz, de unde a navigat în sus pe râul Rin, către pământurile Suebilor și Alemanilor din nordul Alpilor, cu intenția de a predica Evanghelia acestor oameni. A urmat râul Rin și afluenții săi, Aarul și Limmatul, ajungând pe lacul Zurich. Columbanus a ales satul Tuggen pentru a întemeia o comunitate monahală, dar fără succes. Astfel, și-a continuat drumul spre nord-est de-a lungul orașelor Arbon și Bregenz, pe lacul Constance. Aici, sfântul a găsit un oratoriu dedicat Sfintei Aurelia, conținând și trei chipuri de alamă ale zeităților locului. Columbanus a poruncit lui Gallus, care știa limba locală, să predice locuitorilor, convertindu-i pe mulți. Cele trei chipuri de alamă au fost distruse, iar Columbanus a binecuvântat micuța biserică, așezând moaștele Sf. Aurelia sub altar. Ulterior, o mănăstire a fost ridicată, Abația Mehrerau, unde Columbanus și cei ce erau cu el și-au continuat rânduiala monahală. Columbanus a rămas în Bregenz pentru aproximativ un an. În urma unei revolte împotriva comunității, posibil datorită cuceririi regiunii de către regele Theuderic al II-lea, Columbanus trece Alpii în Italia. Gallus însă a rămas în regiune, sfârșindu-și viața în anul 646 d.Hr. Aproximativ șaptezeci de ani mai târziu, pe locul chiliei Sf. Gallus, Mănăstirea Sfântul Gall a fost înființată, în jurul căreia s-a dezvoltat orașul Sf. Gallen aproximativ 300 de ani mai târziu.

### Italia
Columbanus a ajuns în Milano în 612, fiind primit călduros de Regele Agilulf și Regina Theodelinda ai Lombarzilor. A început de-ndată să combată învățăturile Arianismului, care se bucurau de trecere în Italia. A scris un tratat împotriva Arianismului, care însă a fost pierdut. Regina Theodelinda, pioasa fiică a Ducelui Garibald I al Bavariei, a jucat un rol important în restabilirea creștinismului Niceean într-o poziție de supremație împotriva Arienilor, și a fost în mare parte responsabilă pentru trecerea regelui la creștinism.
La cererea regelui, Columban scrie o scrisoare către Papa Bonifaciu al IV referitoare la controversa celor trei capitole — scrieri ale unor episcopi sirieni suspectați de Nestorianism, erezie condamndată în secolul V d.Hr. Papa Grigore I a tolerat în Lombardia acele persoane care apărau cele Trei Capitole, printre ele fiind și regele Agilulf. Columbanus a fost de acord să ridice problema în numele regelui. Scrisoarea începe cu scuza că "un scot naiv (Scottus, Irlandez)", scrie în numele unui rege Lombard. După aducerea la cunoștința a obiecțiilor ce i se aduc, îl roagă pe pontif să-i dovedească ortodoxia și să adune un conciliu în acest scop. El scrie că libertatea de exprimare este obișnuință în țara sa. O parte din limbajul folosit în scrisoarea ar putea fi acum considerat ca fiind lipsit de respect, dar, în acea vreme, autoritățile bisericești erau mai indulgente. În același timp, scrisoarea exprimă devotamentul deplin față de Sf. Scaun:
„Noi irlandezii, deși locuim către marginile Pământului, suntem discipoli ai Sf. Petru și Sf. Pavel... noi suntem legați de scaunul Sf. Petru, și deși Roma este măreață și vestită în sine, doar datorită acestui scaun este măreață și renumită între noi ... După mărturiile celor doi apostoli ai lui Hristos, sunteți aproape de Dumnezeu, și Roma este capul întregii lumi, și al bisericilor.”
Dacă zelul pentru ortodoxie l-a determinat pe Columbanus să depășească limitele discreției, atitudinea sa reală față de Roma este suficient de clară, numindu-l pe papa "domn și părinte în Hristos", "paznic ales", și "primul păstor, mai mare decât toți muritorii".

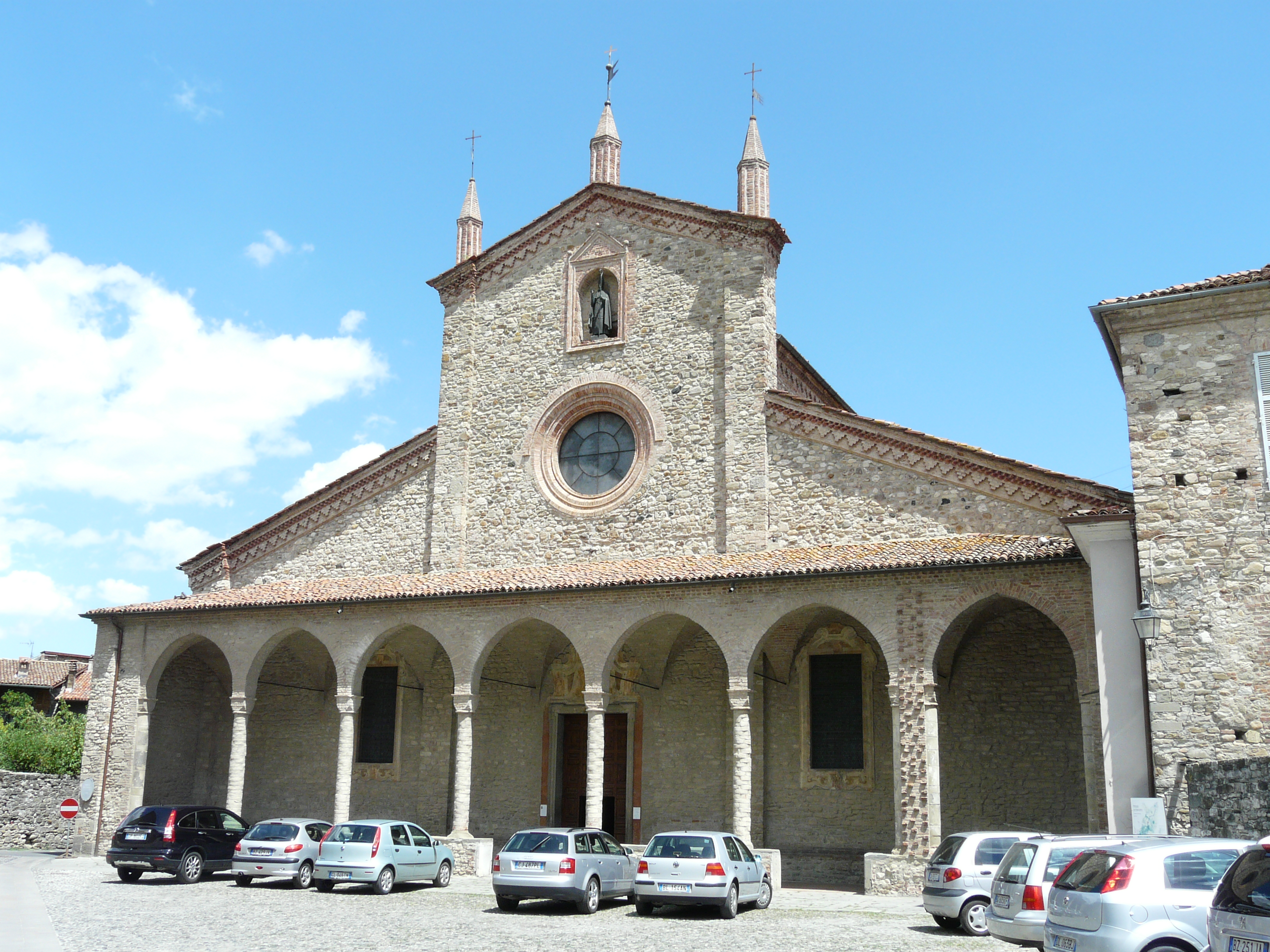
Fațada Abației din Bobbio

Regele Agilulf a oferit lui Columbanus o bucată de pământ situată între Milan și Genoa, lângă râul Trebbia, așezată într-un defileu al munților Apenini, pentru a fi folosit ca bază misionară pentru convertirea lombarzilor. Această bucată de pământ se numea Bobbio și conținea ruinele unei biserici precum și pământ necultivat, parte a pământurilor papale înainte de invazia lombardă. Columbanus și-a dorit acest loc izolat, căci deși râvnitor pentru a-i converti pe lombarzi, prefera solitudinea pentru obștea sa. Lângă mica biserică, dedicată Sf. Petru, Columbanus a ridicat o mănăstire în 614 d.Hr. Abația Bobbio la înființarea sa a urmat Regula Sfântului Columban, bazată pe practicile monahale ale creștinismului Celtic. Timp de secole a rămas bastion al ortodoxiei în nordul Italiei.

### Moartea

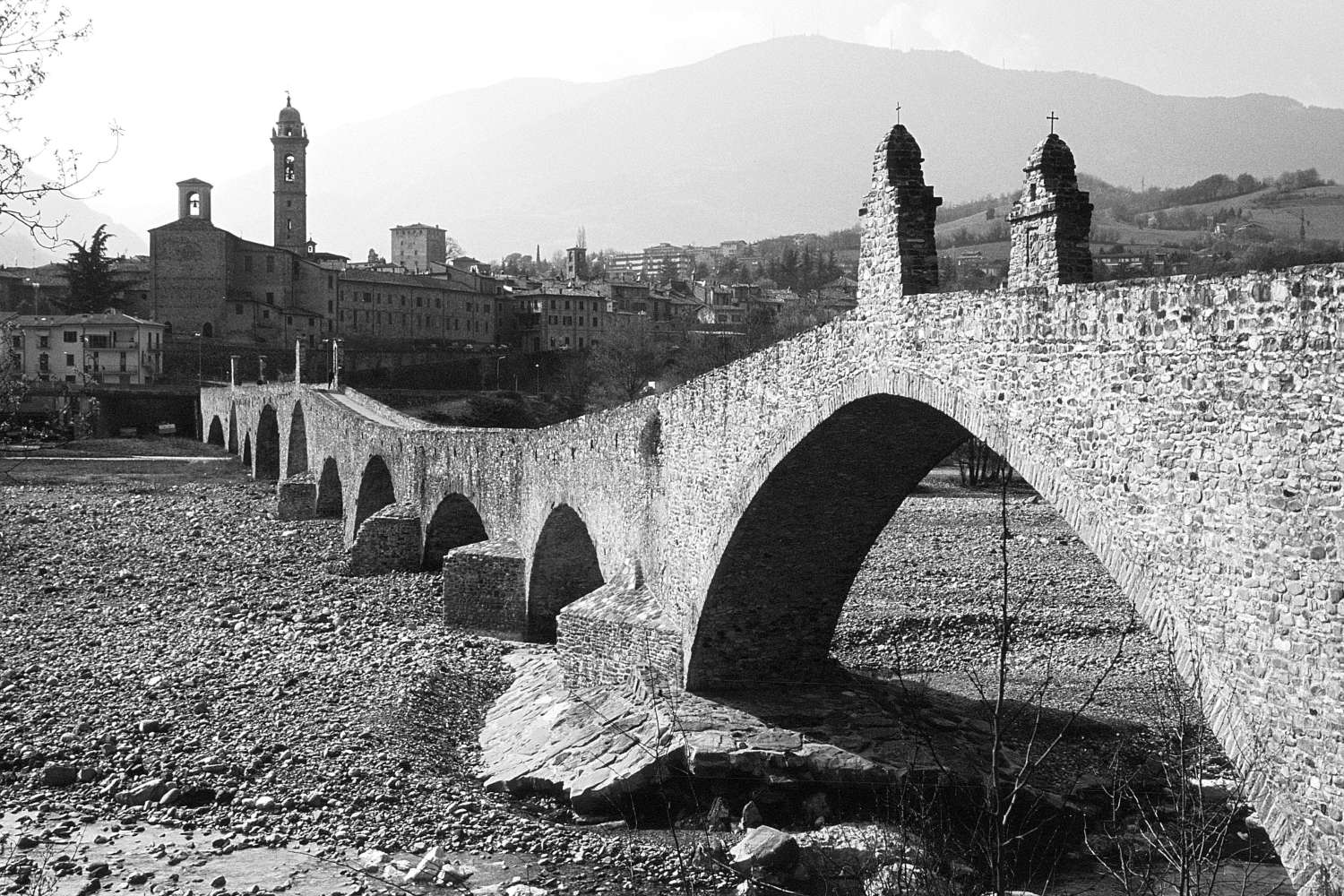
Podul de piatră peste râul Trebbia ce duce la Mănăstirea Bobbio în Italia de nord

În ultimul an al vieții sale, Columbanus a primit scrisori de la regele Clothar al II-lea, invitându-l să se întoarcă în Burgundia, acum că dușmanii lui erau morți. Columbanus nu s-a întors, dar a cerut regelui ca întotdeauna să-i protejeze pe călugării de la Luxeuil. S-a pregătit de moarte retrăgându-se într-o peșteră muntoasă de deasupra râului Trebbia, unde, conform tradiției, a ridicat un paraclis Maicii Domnului. Columbanus a murit la Bobbio pe 21 noiembrie 615 d.Hr.

## Regula Sfântului Columban
Regula Sfântului Columban întrunea obiceiurile Abației Bangor, precum și a altor mănăstiri irlandeze. Mult mai scurtă decât Regula Sfântului Benedict, Regula Sfântului Columban este formată din zece capitole, tratând următoarele subiecte: ascultarea, tăcerea, mâncarea, sărăcia, umilința, castitatea, cântarea (rugăciunea), discreția, mortificarea și perfecționarea.
În primul capitol, Columbanus introduce marele principiu al Regulii sale: ascultarea, absolută și fără rezerve. Cuvintele bătrânilor trebuie întotdeauna ascultate, după cum "Hristos a ascultat de Tatăl până la moarte pentru noi." Manifestări ale ascultării erau munca grea și constantă, cu scopul de a supune carnea, exersarea voinței prin abstinență, și cultivarea solului. Cea mai mică abatere de la Regulă implică pedeapsă corporală și post aspru. În cel de-al doilea capitol, Columbanus instruiește ca regula tăcerii să fie ținută cu acrivie, deoarece este scris: "Dar hrana celor drepți este liniștea și pacea". De asemenea, avertizează, "pe bună dreptate vor fi blestemați cei ce nu vor vorbi doar strictul necesar, ci preferă să vorbească cu locvacitate și să bârfească ceea ce este rău..." În cel de-al treilea capitol, Columbanus îndeamnă, "Lasă masa călugărilor să fie săracă și luată seara, evitându-se sațul, iar băutura lor să fie astfel ca pentru a evita intoxicarea, încât ambele să întrețină viață și nu răul..." Columbanus continuă:
„Căci într-adevăr cei ce doresc bunătăți veșnice, trebuie să considere doar cele de folos și folositoare. 
Viața trebuie cumpănită după cum munca trebuie cumpănită, de vreme ce aceasta este dreaptă socoteală, ca posibilitatea progresului duhovnicesc să fie păstrată cu o abstinență ce pedepsește carnea. Căci dacă abstinența depășește măsura, aceasta va deveni din virtute - viciu; căci virtutea păstrează și reține multe bunuri. Prin urmare, trebuie să postim zilnic, după cum trebuie să mâncăm zilnic; și de vreme ce trebuie să mâncăm zilnic, trebuie să căutăm a ne satisface tot mai puțin din dorințele trupești.”

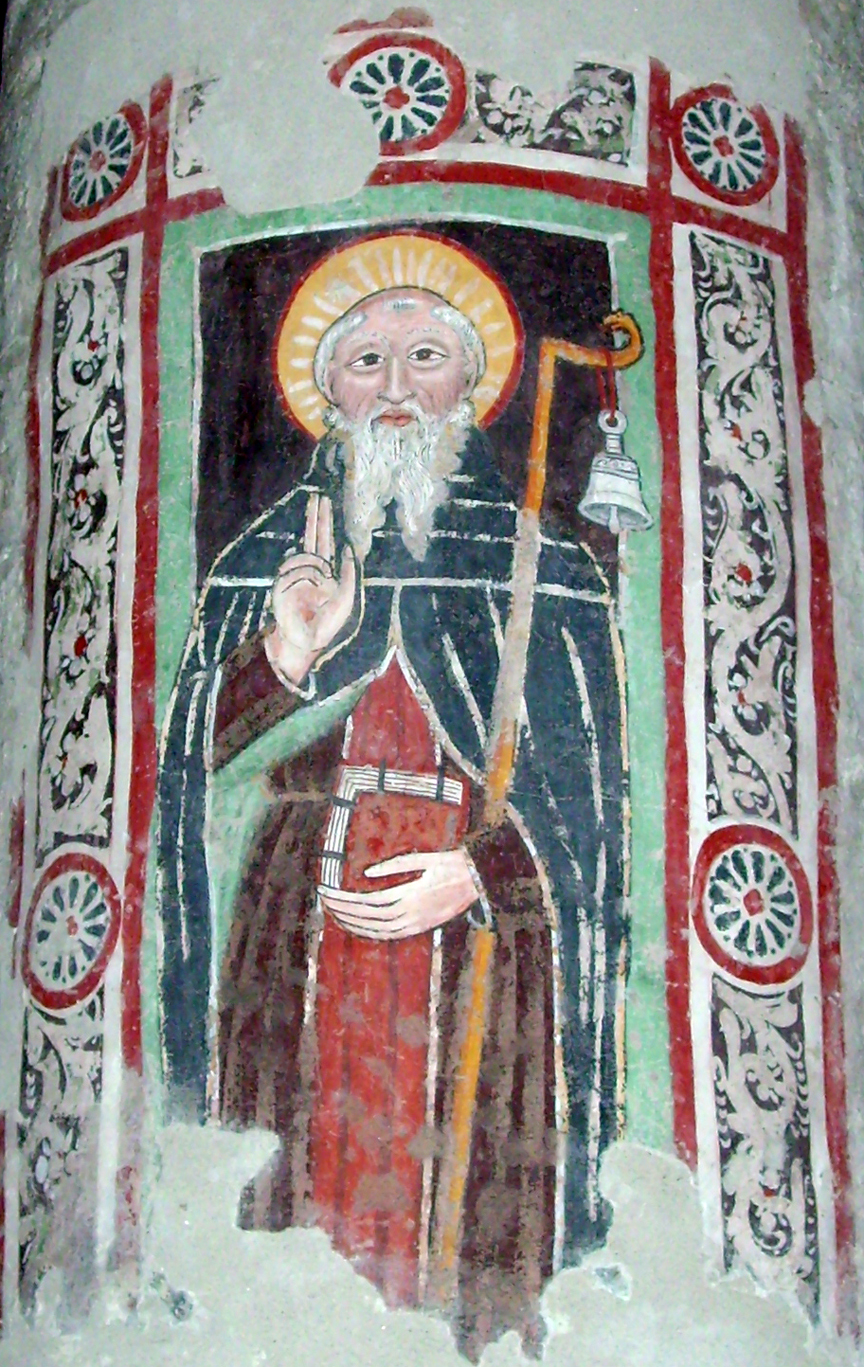
Frescă a Sfântului Columban din catedrala Brugnato

În capitolul al patrulea, Columbanus prezintă virtutea sărăciei și depășirii lăcomiei, spunând că monahii trebuie să fie mulțumiți cu "mici posesiuni de mare nevoie, știind că lăcomia este ca lepra pentru călugări". Columbanus învață că "sărăcia de voie și disprețul față de bogății reprezintă prima treaptă pentru călugări, a doua fiind exterminarea viciilor, a treia fiind dragostea pentru Dumnezeu și afecțiunea neîncetată pentru cele divine, care reprezintă desăvârșirea, urmată de uitarea lucrurilor lumești. Iar de vreme ce este așa, avem nevoie de puține lucruri, după cuvintele Domnului, sau chiar de niciunul." În capitolul al cincilea, Columbanus avertizează împotriva vanității, amintind călugărilor avertizarea din Luca 16:15: "Voi sunteți cei ce vă faceți pe voi drepți înaintea oamenilor, dar Dumnezeu cunoaște inimile voastre; căci ceea ce la oameni este înalt, urâciune este înaintea lui Dumnezeu." În capitolul al șaselea, Columbanus învață că "curățenia unui călugăr se găsește în gândurile sale" și întrebă retoric: "Ce folos poate avea fecioria după trup, dacă nu există și fecioria după minte? Căci Dumnezeu Duh este."
În capitolul al șaptelea, Columbanus instituie un serviciu de rugăciune perpetuă, cunoscut sub numele de laus perennis, ce presupune o succedare a corurilor fără întrerupere. În capitolul al optulea, Columban subliniază importanța discreției în viața monahilor, pentru a evita "căderea unora care, neavând discreție și atenție în petrecerea timpului, s-au dovedit incapabili de o viață demnă de laudă." Călugării sunt instruiți să se roage lui Dumnezeu pentru ca să "lumineze această cale, înconjurată din ambele părți de întunericul cel gros al lumii". Columbanus continuă: 
„Deci discreția își are acest nume din latinescul "discernere", căci astfel ea discerne între bine și rău, între puținătate și desăvârșire. Căci de la început toate s-au deosebit precum lumina și întunericul, adică în bine și rău, după ce răul, prin intermediul diavolului, a început să existe ca denaturare a binelui, prin îngăduirea lui Dumnezeu Care mai întâi luminează iar apoi împarte. Astfel, dreptul Abel a ales binele, dar vicleanul Cain a ales răul.”
În capitolul al nouălea, Columbanus prezintă mortificarea (i.e. tăierea voii) ca un element esențial în viața călugărilor, care sunt învățați să "nu facă nimic fără sfat." Călugării sunt avertizați să se "ferească de independența mândră, învățând adevărata umilință prin ascultarea fără murmur și ezitare." Conform Regulii, există trei componente ale mortificării: "tăierea gândurilor împotrivă, tăierea vorbirii slobode, nepărăsirea mănăstirii fără permisiune." Acestea oglindesc cuvintele lui Iisus :"Pentru că M-am coborât din cer, nu ca să fac voia mea, ci voia Celui ce M-a trimis pe Mine." (Ioan 6:38), În al zecelea și ultimul capitol, Columbanus reglementează forme de penitență (deseori corporale) pentru păcate, acesta fiind un punct esențial de deosebire al regulii Sf. Columbanus de cea a Sf. Benedict.
Obiceiul călugărilor consta în purtarea unei tunici din lână nevopsită, peste care era purtată cuculla (i.e. gluga) din același material. O mare parte din timp era dedicată diferitelor tipuri de muncă manuală, după cum se obișnuia și în alte mănăstiri. Regula Sfântului Columban a fost aprobată de Sinodul din Mâcon, în 627, dar a fost înlocuita către sfârșitul secolului de Regula Sfântului Benedict. Pentru mai multe secole, în unele dintre cele mai mari mănăstiri Occidentale, cele două reguli au fost practicate simultan.

## Personalitatea
Columbanus nu a dus o viață perfectă. Potrivit lui Iona și altor surse, el ar fi fost impetuos și încăpățânat, căci prin natura lui se dovedea nerăbdător, pasionat și neînfricat. Aceste calități ar fi constituit atât sursa puterii sale, cât și cauza greșelilor sale. Totuși, virtuțile cultivate de el nu sunt de trecut cu vederea. Ca mulți sfinți, a avut o mare dragoste pentru creație. Se spune că umblând prin păduri, deseori păsările se așezau pe umerii săi pentru a fi mângâiate, iar veverițele, coborându-se din copaci, se adăposteau în faldurile glugii sale. Deși era un puternic susținător al tradițiilor irlandeze, nu a ezitat niciodată în a-și arăta respectul față de Sfântul Scaun, ca autoritate supremă. Influența sa în Europa s-a datorat numeroșilor convertiți pe care i-a făcut, precum și Regulii pe care a compus-o. Este posibil că exemplul de succes al Sf. Columba în Caledonia să-l fi inspirat la eforturi similare. Viața sf. Columban reprezintă prototipul misionarului în Europa, fiind urmată de oameni precum: Sfântul Kilian, Virgil de Salzburg, Donatus din Fiesole, Wilfrid, Willibrord, Suitbert din Kaiserwerdt, Sfântul Bonifaciu și Ursicinus din Saint-Ursanne.

## Miracole
Următoarele sunt principalele miracole atribuite mijlocirii sale:
1. Procurarea de hrană pentru un călugăr bolnav și tămăduirea soției unui binefăcător
2. A scăpat nevătămat, fiind înconjurat de lupi
3. A poruncit unui urs să-și părăsească peștera, ceea ce ursul a și făcut
4. Izvorârea minunată a apei lângă peșteră sa
5. Umplerea minunată a grânarului mănăstirii Luxeuil
6. Înmulțirea minunată a pâinii și a berii pentru comunitatea monahală
7. Vindecarea monahilor bolnavi, ce se ridicau de pe patul de suferința la porunca culegerii recoltei
8. Redarea vederii unui orb din Orleans
9. Răsturnarea, cu puterea suflării sale, a unui cazan de bere pregătită pentru un festival păgân
10. Îmblânzirea unui urs și înhămarea acestuia la plug

Iona relatează un miracol săvârșit de Sf. Columban la Bregenz, într-o vreme de foamete cumplită:
„Deși se aflau fără mâncare, au rămas încrezători și netemători în credința lor că vor obține mâncare de la Domnul. După ce corpurile au ajuns slăbite după trei zile de post (negru), au apărut o mulțime atât de mare de păsări, așa multe cum au fost și când prepelițele aduceau mană în tabăra lui Israel, încât întregul ținut s-a umplut de păsări. Omul lui Dumnezeu știa că această hrană le-a fost oferită pentru întremarea lui și a monahilor lui, și că păsările veniseră la chemarea sa. A dispus mai întâi ucenicilor aducerea de laude Creatorului, iar apoi le-a îngăduit să mănânce păsările. Și un miracol minunat s-a petrecut; căci păsările, în loc să zboare, au rămas locului, după porunca dumnezeiască. Mulțimea de păsări a rămas în acele locuri vreme de trei zile. În a patra zi, un preot dintr-un oraș vecin, aflând prin lucrare dumnezeiască despre starea în care se afla comunitatea Sf. Columban, a trimis lor care de grâu. Când aceste care au ajuns, Dumnezeu a îngăduit păsărilor să-și ia zborul. Am aflat acestea de la Eustasius, care era prezent alături de ceilalți din comunitatea Sf. Columban. El spunea că niciunul dintre ei nu mai văzuse așa mulțime de păsări; iar carnea avea o savoare plăcută, că nici la curtea regilor nu s-ar fi găsit așa ceva. Oh, minunat dar al milei dumnezeiești ! ”

## Moștenirea

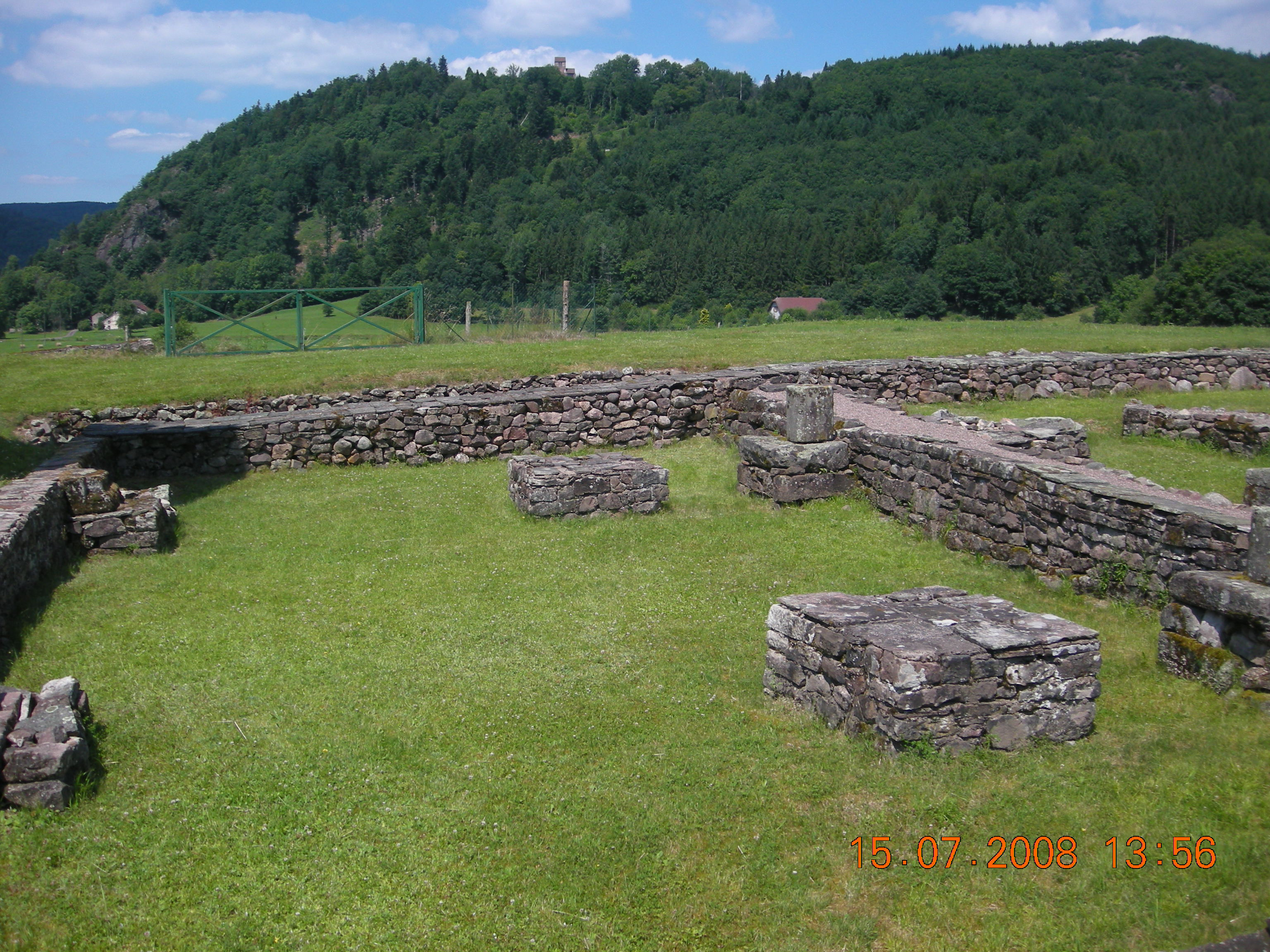
Ruinele mănăstirii din Annegray

În Franța, ruinele primei mănăstiri construite de Columbanus de la Annegray sunt protejate de lege prin eforturile Association Internationale des Amis de St Columban, care a achiziționat situl arheologic în 1959. Asociația, de asemenea, deține și protejează situl peșterii, unde Sf. Columban și-a avut chilia, și izvorul sfânt ce se află în apropiere. La Luxeuil-les-Bains, basilica Sfântului Petru se află pe locul primei biserici construite de Columbanus. O statuie, aflată lângă intrare, dezvelită în 1947, îl arată pe sfânt denunțând viața imorală a regelui Theuderic al II-lea. Fiind inițial biserica unei abații, basilica conține vechi clădiri monahale, care au avut destinație seminarială cu începere din sec. XIX d.Hr. Seminarul este dedicat Sf. Columban, adăpostind o statuie de bronz a sa în curtea principală.
În Lombardia, San Colombano al Lambro din Milan, San Colombano Belmonte din Torino, și San Colombano Certénoli din Genova sunt toate localități ce și-au primit numele de la Sf. Columban. Ultima mănăstire ridicată de Columbanus la Bobbio a rămas timp de secole bastionul ortodoxiei în nordul Italiei.
Dacă Mănăstirea Bobbio din Italia a devenit o cetate de credință și educație creștină, abația Luxeuil din Franța a devenit "pepinieră de sfinți și apostoli". Mănăstirea a produs șaizeci și trei de apostoli care au propovăduit Regula Sf. Columban, alături de Evanghelie, în Franța, Germania, Elveția și Italia. Acești ucenici ai lui Columban sunt acreditați cu fondarea a peste o sută de diferite mănăstiri. Cantonul elvețian, și orașul ce încă mai poartă numele, sfântului Gallen depun mărturie despre succesul lucrării unuia dintre ucenicii săi.
Societatea Misionară a Sfântului Columban, fondată în 1916, și Surorile Misionare ale Sfântului Columban, fondată în 1924, sunt societăți misionare dedicate sf.Columban.

## Venerarea

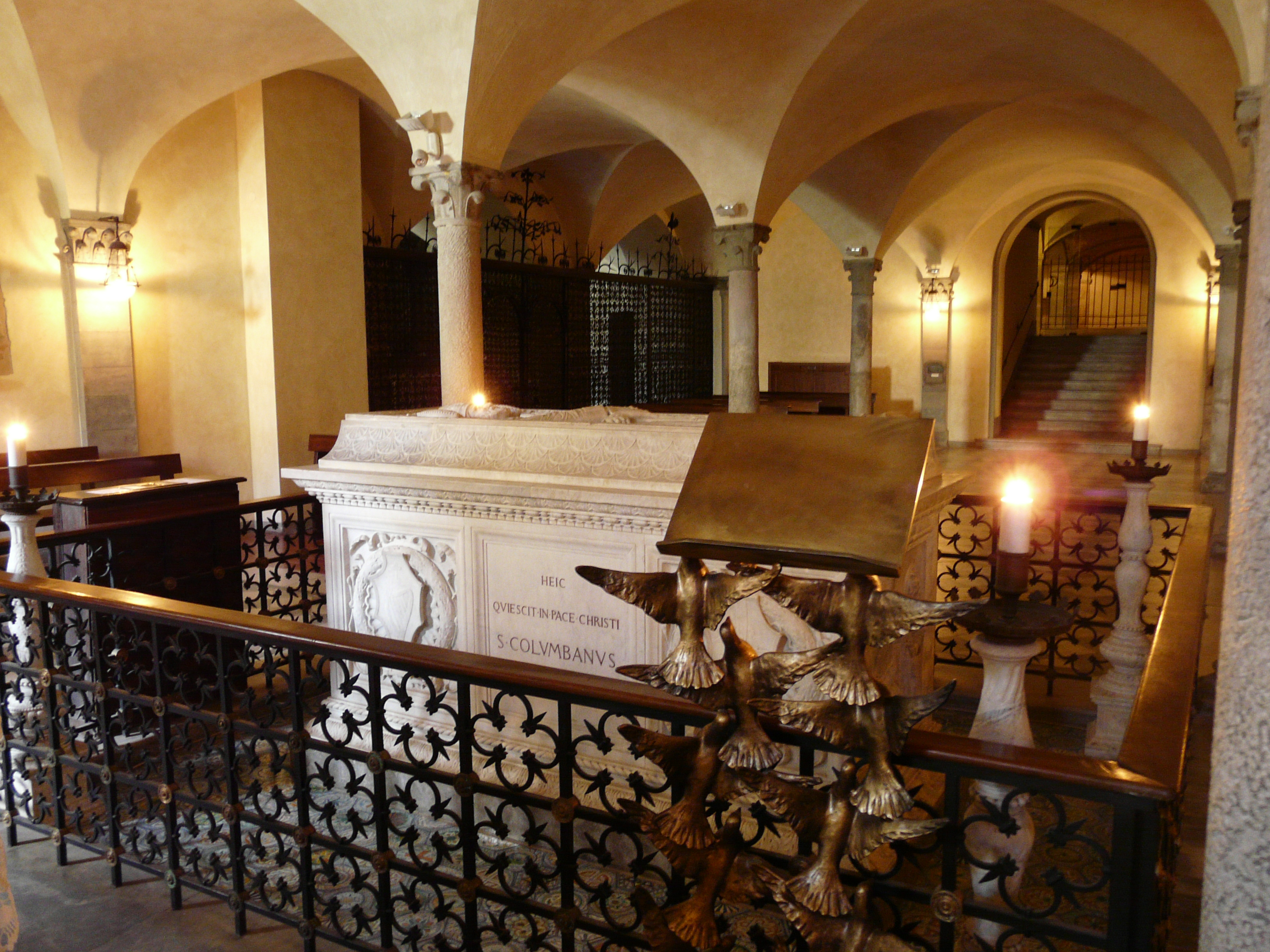
Rămășițele Sf. Columban în cripta abației Bobbio

Rămășițele sf. Columban sunt păstrate într-o criptă din Mănăstirea Bobbio. Multe minuni sunt atribuite mijlocirii sale. În 1482, moaștele au fost mutate într-un nou chivot și așezate sub altarul criptei. Sacristia de la Bobbio posedă o parte din craniul sfântului, cuțitul său, paharul său de lemn, clopotul său, și un vechi vas de apă, anterior conținând relicve, și dăruit lui, conform tradiției, de papa Grigorie I-ul. Potrivit unor relatări, doisprezece dintre dinții sfântului au fost luați din mormânt din secolul XV și păstrați în trezorerie, aceștia nemaifiind găsiți.
Columbanus este prăznuit în Martirologiul Roman pe 23 noiembrie, care este ziua sărbătoririi lui în Irlanda. Călugării benedictini îl sărbătoresc pe 24 noiembrie. Columbanus este patronul spiritual al motocicliștilor. În iconografie, Columbanus este reprezentat cu barbă, purtând gluga monahală, ținând în mână o carte alături de o desagă irlandeză, stând în picioare în mijlocul lupilor. Uneori este prezentat îmblânzind un urs, sau cu razele de soare înconjurându-i capul.

### Citări
1. ↑  „Sfântul Columban din Luxeuil și Bobbio”, Gemeinsame Normdatei, accesat în 31 mai 2021
2. 1 2  Saint Columban, Encyclopædia Britannica Online, accesat în 9 octombrie 2017
3. 1 2  Mirabile: Archivio digitale della cultura medievale, accesat în 31 mai 2021
4. ↑  anglicanism[*] Verificați valoarea |titlelink= (ajutor)
5. ↑  protestantism
6. ↑  CONOR.SI[*] Verificați valoarea |titlelink= (ajutor)
7. 1 2 3 4 5 6 7 8 9 10 11 12 13 14 15 16 17 18 19 20 21 22 23 24 25 26 27 28 29 30 31 32 33  Edmonds, Columba (1908). „St. Columbanus”. The Catholic Encyclopedia. 4. New York: Robert Appleton Company. Accesat în 15 ianuarie 2013.
8. ↑  „St. Columban's 1400th death anniversary celebrated in Hong Kong”. UCAN. Sunday Examiner. 11 decembrie 2015. Arhivat din original la 22 decembrie 2015. Accesat în 19 decembrie 2015.
9. ↑  Flechner și Langlo, Irlandez în Europa Medievală Timpurie, pp. 1-18, 195-213, 231-41, pe Googlebooks[nefuncțională]
10. ↑  Walker, G. S. Murdoch, ed. (1957). Columbani Opera. Dublin: The Dublin Institute for Advanced Studies. ISBN 978-1-85500-050-6.
11. ↑  Lapidge, Michael (1997). Columbanus: Studies on the Latin Writings. Woodbridge: Boydell Press. ISBN 978-0-85115-667-5.
12. ↑  O'Hara, Alexander, and Faye Taylor. "Aristocratic and Monastic Conflict in Tenth-Century Italy: the Case of Bobbio and the Miracula Sancti Columbani" in Viator. Medieval and Renaissance Studies. 44:3 (2013), pp. 43–61.
13. 1 2 3  Smith 2012, p. 201.
14. ↑  Jonas 643, p. 6.
15. ↑  Jonas 643, p. 7.
16. ↑  Wallace 1995, p. 43.
17. ↑  Jonas 643, p. 10.
18. 1 2 3  „Columbanus Today: Places of His Ministry”. Monastic Ireland. Arhivat din original la 21 octombrie 2019. Accesat în 15 ianuarie 2013.
19. 1 2 3  „St. Columbanus”. Catholic News Agency. Arhivat din original la 26 septembrie 2017. Accesat în 16 ianuarie 2013.
20. 1 2 3  Jonas 643, p. 17.
21. ↑  Blackburn 1999, p. 767.
22. ↑  Cusack 2002, p. 173.
23. ↑  Stokes 2007, p. 132
24. ↑  Moran 2010, p. 105
25. ↑  Montalembert 1861, p. 440.
26. ↑  Allnatt 2007, p. 105.
27. ↑  Montalembert 1861, p. 444.
28. 1 2 3 4 5 6 7 8 9 10  Columbanus Hibernus.  Walker, G.S.M., ed. „Monk's Rules”. Corpus of Electronic Texts. University College Cork. Accesat în 19 ianuarie 2013.
29. ↑  Montalembert 1898, II, p. 405.
30. ↑  Jonas 643, p. 54.
31. ↑  Webb, Alfred (2009). A Compendium of Irish Biography. Charleston: BiblioLife. ISBN 978-1116472684.
32. ↑  Stokes, p. 254.
33. ↑  Stokes, p. 74.
34. ↑  Stokes, p. 183.
35. ↑  Husenheth, p. 33.

## Legături externe
- The Life of St. Columban, by the Monk Jonas Arhivat în 17 ianuarie 2013, la Wayback Machine. (Internet Medieval Sourcebook)
- „St. Columbanus”. Catholic Encyclopedia. 1913.
- „Columban, Saint”. New International Encyclopedia. 1905.
- The Order of the Knights of Saint Columbanus
- Sermons of Columbanus (CELT)
- Letters of Columbanus (CELT)
- Columbanus' Life and Legacy Arhivat în 25 martie 2018, la Wayback Machine.